# Princess Tutu
Princess Tutu (プリンセスチュチュ lit. La princesa Tutu?) es un anime japonés ambientado en el ballet y basado en los cuentos que se bailan en ballet. La serie se transmitió en Kids Station en Japón con 26 capítulos. Fue creada por Itoh Ikuko, la versión manga fue ilustrada por Shinonome Mizuo y fue serializada en Champion RED Comics y cuenta con dos volúmenes. Las canciones de entrada y de salida, «Morning Grace» y «Watashi no Ai wa chiisai keredo»  (私の愛は小さいけれど Even Though My Love Is So Small?), fueron compuestas por Okazaki Ritsuko. 
De muchas maneras, Princess Tutu puede ser categorizada como una típica serie shōjo. El personaje principal, Arima Ahiru (Ahiru significa "pato" en japonés), obtiene un broche mágico que le permite sentir cuando algún trozo del corazón del príncipe está cerca y convertirse en Princess Tutu para recuperarlos. Como es común en otras series shōjo, los capítulos siguen una fórmula típica del género, se produce un problema que lleva a que el personaje principal se transforme y salve el día, en este caso, con su danza.
Sin embargo, pese a que el show parece no ser más que un cuento de hadas, lo que añade un giro a la estructura común de este tipo de series, junta elementos de mitos, cuentos de hadas, ballet y ópera. Algunos de los elementos más notables que utiliza son derivados de El Cascanueces y de El lago de los cisnes, incluyendo mucha de la música de fondo y el nombre Drosselmeyer. Como muchos cuentos de hadas, la historia está llena de juegos de palabras, con los nombres o los términos teniendo varios significados en múltiples lenguajes (particularmente en inglés, alemán e italiano). La ciudad de Kinkan corresponde a la ciudad alemana de Nördlingen.
La banda sonora, compuesta por Wada Kaoru, es de corte clásico y romántico. Los episodios son frecuentemente nombrados por los movimientos de ballet más prominentes. Así es como Princess Tutu es de muchas formas una serie típica, pero también se mantiene como una serie fresca que no estampa estereotipos en ninguno de sus personajes, ya sean buenos o malos. La heroína combina los rasgos de un verdadero héroe y una persona ordinaria. La mayor antagonista desafía cualquier categorización; siendo simultáneamente villana, trágica, heroica y compasiva.

## Argumento

### Anime
Hace mucho tiempo, había un escritor que murió, dejando a medias una historia. En ella, un apuesto príncipe luchaba contra un cuervo monstruoso. Con la muerte del escritor, esta lucha se alargaba y alargaba. No parecía tener fin. Hasta que el cuervo logró salir de la historia para adentrarse en el mundo real. El príncipe le siguió, y para lograr sellarlo tuvo que romper en pedazos su corazón.
Kinkan-chou es una ciudad circular donde los humanos se mezclan con animales humanizados que hablan, van a clase, trabajan. Ahiru es una estudiante de ballet, algo torpe pero decidida. Quiere bailar con Mythos, su príncipe, y conseguir alegrar sus ojos tristes. Sin embargo, ¿por qué Mythos no es capaz de sentir nada?, ¿y por qué sus dos mejores amigos lo aíslan del resto?, ¿qué esconden? Ahiru comenzará una lucha hacia la verdad tratando de ayudar a Mythos, pero no sabe qué caminos le deparan en realidad.

### Manga
En general la trama del manga es similar a la del anime. Tal como en el anime, Ahiru se transforma en Princess Tutu para recuperar los fragmentos del corazón de Mytho. Sin embargo, a diferencia del anime, el tema de cuento de hada y las historias han sido perdidas, con excepción de una vaga referencia hacia Mythos como príncipe.
Además de la carencia de tema en la historia, el uso de animales está ausente. Solo Neko-Sensei mantiene esto, el resto de los estudiantes son completamente humanos, Ahiru incluida.

## Personajes

### Principales
Ahiru Arima (有馬 あひる Arima Ahiru?)
Voz por: Nanae Katō
Ahiru (literalmente "pato" en japonés) es la protagonista de la serie. Es una amigable y compasiva chica de 13 años, aunque como su nombre lo sugiere, es patuna y tiende a hablar fuerte y excesivamente y ya que es técnicamente parte ave, nombra y se hace amiga de las aves que se encuentran alrededor del campus. De hecho, en el anime es una patita que es transformada en humana al principio de la serie. 
Ahiru posee un colgante mágico que, cuando es apropiado, la transforma en su alter ego Princess Tutu. Cada vez que Ahiru suelta un "cuac" en el anime, automáticamente es trasformada en un pato y regresa a su forma humana en cuanto toca agua. Igualmente, si alguien que no sea Ahiru toma el colgante, se quedara como pato aunque toque agua. Al regresar a su forma humana, Ahiru queda desnuda, avergonzándola constantemente con Fakir quien sale corriendo o se voltea. Conforme avanza la serie empieza a sentir algo por Fakir.  
Princess Tutu (プリンセスチュチュ Purinsesu Chuchu?)
Aunque Ahiru se transforma en Princess Tutu, parecen tener comportamientos y pensamientos distintos. Princess Tutu es sabia, gracial, elegante y notablemente una mejor danzante que la torpe Ahiru. En el anime, Princess Tutu está enamorada del príncipe de la historia, pero está destinada en convertirse en un rayo de luz y desaparecer tras confesar su amor al príncipe. Pese a esto, ella alegremente danza y recupera los fragmentos del corazón del príncipe, ya que cree que cuando Mytho tenga su corazón completo nuevamente, encontrara la felicidad – y a ella eso lo único que le importa.
Mytho (みゅうと Myūto?)
Voz por: Naoki Yanagi
Mytho, quien toma su nombre de la palabra griega μῦθος (mythos o muthos, literalmente "argumento") y de la cual la palabra inglesa "myth" (mito) esta derivada, es el príncipe de la historia. Fue un noble y gentil príncipe, quien luchaba por los necesitados. Sin embargo, al combatir contra el monstruo cuervo, rompió su corazón con tal de sellar a esta criatura. Ahora asiste a la Academia Kinkan ("Cuervo Dorado") como un talentoso y popular superior; al no poseer corazón no tiene emociones y depende enormemente de Fakir para su bienestar y supervivencia. 
Pese a que el proceso es doloroso, al final se siente agradecido con la misión de Princess Tutu Al principio de la serie, Mytho parece despistado, obediente e ingenuo. Esto es principalmente debido al hecho de que no tiene sentimientos.  En la segunda mitad de la serie, Mytho cambia debido a que Kraehe empapo los sentimientos de amor en la sangre del cuervo y ha comenzado a consumirlo. Intenta sacar corazones de chicas para sacrificarlos al cuervo, pero siempre es detenido gracias a la intervención de Princess Tutu. Cuando la sangre del cuervo lo posesiona, los ojos de Mytho cambian de su usual dorado a violeta. Trata de luchar contra el demonio interior. Al final él se da cuenta de que está enamorado de Rue y se queda con ella. Al parecer su verdadero nombre (el nombre que tiene en el cuento, ha de suponerse) es Sigfrid.
Fakir (ふぁきあ Fakia?)
Voz por: Takahiro Sakurai
Compañero de habitación de Mythos y otro bailarín talentoso. Al inicio de la serie, Fakir parece ser muy cruel. Es grosero, mandón y posesivo, especialmente con Mythos. Fakir intento evitar que Princess Tutu recuperara los fragmentos del corazón de Mytho y lució muy alterado cuando Mythos comenzó a experimentar emociones. 
La razón tras esto nace de su misma preocupación por Mytho. Fakir solo quería protegerlo del curso trágico de la historia. Sin embargo, al transcurso de la serie el comportamiento de Fakir cambia drásticamente, principalmente por Ahiru, ya que aunque no decía nada al respecto, se terminó enamorando de ella, lo cual demostró en sus actos. Pierde su posesividad y un poco de su rudeza, lo que permite vislumbrar su nobleza y espíritu. Acepta ayudar a Princess Tutu, dándose cuenta de que es de confianza y una persona amable, pero también debido a que el mismo Mythos desea su corazón. En la historia de Drosselmeyer, el caballero que protege al príncipe muere a garras del cuervo sin conectar un solo golpe de su espada. Fakir asumió el rol del caballero cuando encontró al puro, descorazonado príncipe y lo nombró Mytho. 
Al unirse a Princess Tutu en su búsqueda y al permitir la historia de El Príncipe y el Cuervo a comenzar nuevamente, acepta el peligro de sufrir la predestinada muerte del caballero mientras que trata de desafiarla. Se sabe que es descendiente de Drosselmeyer y también escribe cuentos algo tontos pero que se hacían realidad. De niño, hubo un ataque de cuervos y Fakir escribió un cuento en el que derrotaba a los cuervos pero no se hizo realidad, los cuervos atacaron y mataron a sus padre en frente de él. Fakir quedó traumatizado y no volvió a escribir un cuento, gracias a Ahiru esto cambia y escribe un cuento relatando el final de la historia entre Mythos, Tutu y Ahiru. 
Rue Kuroha (黒 葉 るう Kuroha Rū?)
Voz por: Nana Mizuki
Rue es la bailarina más avanzada de la Academia Kinkan, pero debido a ser tan distante ha quedado aislada de sus compañeros. Por lo tanto, pese a ser muy admirada, no tiene muchos amigos. Su personalidad en el anime y en el manga son casi por completo diferentes, ya que en el anime parece altanera, pero de buen corazón, mientras que en el manga es fría y cruel. En el anime ella y Mytho parecen ser la pareja ideal, aunque siendo que él no tiene emociones, el término pareja es un tanto forzado. Al igual que Ahiru, también tiene un alter ego. 
Princess Kraehe (プリンセスクレール Purinsesu Kurēru?)
Kraehe significa cuervo en alemán. Princess Kraehe es el otro lado de Rue – y no uno bueno. A diferencia de Tutu, ella usa la fuerza para recuperar los fragmentos para así destruirlos. En el anime, pareciese que Kraehe ama enormemente al príncipe, pero su amor es agridulce. Quizás porque sospecha que si el príncipe obtiene todas las piezas de su corazón, no la elegirá a ella, Kraehe intenta desesperadamente de evitar que Princess Tutu consiga los fragmentos del corazón y devuelva a la normalidad al príncipe. 
Pese a actuar debido a su miedo y soledad, no es exteriormente débil como tales personajes son usualmente. Honestamente ama a Mytho, ya que él la ayudó a una joven edad, dándole refugio de su padre el Cuervo, a quien ella también ama. Constantemente se encuentra balanceándose entre su futuro, el de Mytho y el de su padre.

### Secundarios
El Cuervo (大鴉 Ōgarasu?)
Voz por: Takayuki Sugō
El monstruoso cuervo del cuento de Herr Drosselmeyer y el padre de Princess Kraehe, el cuervo necesita que se le sacrifiquen jóvenes y hermosos corazones para alimentarse y recuperar su forma.
Es quien le aconsejó a Kraehe empapar los sentimientos de amor de Mytho en sangre de cuervo, causando que el fragmento corrompiese al príncipe, el peor de los problemas a lo largo de la segunda temporada. Al ver fallar a su hija en obtener un corazón debido a la interferencia de Princess Tutu, el Cuervo continua criticándola, como lo ha hecho toda su estadía en su sello, llamando a su forma humana fea y diciéndole que los únicos que la amaran serán él mismo y el príncipe de la historia.
Drosselmeyer (ドロッセルマイヤー Dorosserumaiyā?)
Voz por: Noboru Mitani
Es quien escribió la historia 'El Príncipe y el Cuervo' y continua observando y deliberadamente influenciando los eventos en la ciudad Kinkan desde un bucle en el tiempo. Es quien le da a Ahiru su pendiente mágico al inicio de la serie, transformándola de pato a chica a Princess Tutu. Fakir desciende de él. No existe en el manga.
Edel (エデル Ederu?)
Voz por: Akiko Hiramatsu
El papel que juega Edel varía drásticamente del manga al anime. En el anime, es la consejera de Ahiru – con ojos vacíos vagamente aconseja y le cuenta historias a Ahiru. Drosselmeyer la creó para ayudar a la historia y a la trama en su lugar. Con cada interacción con Ahiru, en Edel comenzaron a nacer sentimientos humanos, lo cual Drosselmeyer no había predispuesto. Al final de la primera temporada, ella se convierte en algo así como una mártir al quemarse a sí misma para iluminar el camino de Fakir y mantenerlo caliente. Sabe del amor de Ahiru por Mytho y pide que dance el pas de deux con el Príncipe antes de ser consumida en cenizas. En el manga, es la dueña de la tienda en donde Ahiru ve un tutú que le gusta. Como regalo, Edel le da un pendiente en forma de huevo y le hace prometer que regresara. Parece ocupar el rol de Drosselmeyer y en el manga alienta no solamente a la amable Princess Tutu sino también a la cruel Princess Kraehe.   
Uzura (うずら Uzura?)
Voz por: Erino Hazuki
Uzura (literalmente codorniz en japonés) nace cuando Charon la crea de las cenizas de Edel. Su tendencia a ayudar a Ahiru a volver a su forma humana al mojarla con agua seguido crean situaciones incómodas entre Ahiru y Fakir. Se encuentra muy interesada en saber que es el amor, por lo que constantemente pregunta si tal o cual cosa son amor y obtiene su respuesta tras ver besarse a al príncipe y su princesa. Tiene el hábito de agregar 'zura' al final de cada enunciado.
Aotoa (あおとあ Aotoa?)
Voz por: Yuu Urata
Autor es un estudiante de música en la Academia y tiene una personalidad un tanto altanera. Está obsesionado con Drosselmeyer y sus poderes y sabe mucho sobre el difunto escritor. Está interesado en Fakir por razones que más tarde se hacen evidentes. Rue lo seduce para alimentar su corazón a su padre, pero él le confiesa su amor, lo que la deja incierta y dudando de las palabras de su padre al decir que nadie más que él y el príncipe pueden amarla. Alterada, Rue lo deja ir.
Pique/Mai (ぴけ Pike?) and Lilie/Yuma (りりえ Ririe?)
Voz por: Lilie - Yuri Shiratori, Pike - Sachi Matsumoto
Las dos mejores amigas de Ahiru, quienes comparten la misma clase de danza. A menudo hacen bromas y alientan a Ahiru en sus bailes y su amor. Pike/Mai es la más confidente y está enamorada de Fakir. Lilie/Yuma es más linda y asemeja a un gato en el manga, mientras que en el anime grita 'que lindo'. Constantemente intenta lanzar a Ahiru a una fallida relación con Mytho y posteriormente con Fakir, porque romantiza la idea de amantes trágicos (la broma siendo que espera que la relación falle, lo cual expresa de la forma más dramática a Ahiru y Pike).
Neko-Sensei/Mr. Cat (猫先生 Neko-sensei?)
Voz por: Yasunori Matsumoto
Maestro de danza en la Academia que todos asisten, es literalmente un gato. Tiende a amenazar a sus estudiantes con casarse con ellas si no cumplen con lo que les asigna.
Narrador
Voz por: Kyoko Kishida
Esta femenina voz narra una corta historia (generalmente una relacionada con el tema del capítulo) en el prólogo antes de comenzar cada episodio.

## Episodios

### Primera temporada: Kapitel des Eies (Capítulo del Huevo)
| Ep# | Título                                                                        | Fecha de Transmisión     |
| --- | ----------------------------------------------------------------------------- | ------------------------ |
| 1   | Der Nussknacker: Blumenwalzer [Ahiru y el Príncipe]                           | 16 de agosto de 2002     |
| 2   | Schwanensee: Scéne finale [Fragmentos del Corazón]                            | 23 de agosto de 2002     |
| 3   | Dornröschen: Panorama [El Juramento de la Princesa]                           | 30 de agosto de 2002     |
| 4   | Giselle                                                                       | 6 de septiembre de 2002  |
| 5   | Bilder einer Ausstellung: Die Katakomben [En la Noche del Festival del Fuego] | 13 de septiembre de 2002 |
| 6   | Dornröschen: prolog [Aurora Soñando]                                          | 20 de septiembre de 2002 |
| 7   | An der schönen blauen Donau [Princesa Cuervo]                                 | 27 de septiembre de 2002 |
| 8   | Fantasie-Overtüre zu "Romeo und Julia" [La Fuente de los Guerreros]           | 4 de octubre de 2002     |
| 9   | Bilder einer Ausstellung: Alten Schloss [Zapatos Negros]                      | 11 de octubre de 2002    |
| 10  | Aschenbrödel: Walzer-Coda [Cenicienta]                                        | 18 de octubre de 2002    |
| 11  | La Sylphide                                                                   | 25 de octubre de 2002    |
| 12  | Scheherazade [Banquete de la Oscuridad]                                       | 1 de noviembre de 2002   |
| 13  | Schwanensee [Lago de los Cisnes]                                              | 8 de noviembre de 2002   |

### Segunda Temporada: Kapitel des Junges (Capítulo del Polluelo)
| 14 | Blumenwalzer [Monstruo Cuervo]                            | 2002 |
| 15 | Coppelia                                                  | 2002 |
| 16 | Gebet einer Jungfrau [Oración de la Doncella]             | 2002 |
| 17 | Carmen Aragonaise [Crimen y Castigo]                      | 2003 |
| 18 | Egmont Overtüre [Caballero Errante]                       | 2003 |
| 19 | Ein Sommernachtstraum [ El sueño de una Noche de Verano ] | 2003 |
| 20 | Die verkaufte Braut [La historia olvidada]                | 2003 |
| 21 | Lieder ohne Worte [Los hiladores]                         | 2003 |
| 22 | Das große Tor von Kiew [Corona de Piedra]                 | 2003 |
| 23 | Rusland und Ludmilla [Marionetas]                         | 2003 |
| 24 | Danse Macabre [El Príncipe y el Cuervo]                   | 2003 |
| 25 | Romeo und Julia [La muerte del Cisne]                     | 2003 |
| 26 | Der Nußknacker: Finale                                    | 2003 |

### Especiales
| Título                                                           | Fecha de Transmisión |
| ---------------------------------------------------------------- | -------------------- |
| Especial de Año Nuevo [#16.51 La Lección de Amor de Neko-sensei] | 2003                 |
| Especial de Año Nuevo [#16.52 Suit Musical del Huevo]            | 2003                 |
| Prólogo para el Episodio Final ["25.51 Vorfinale]                | 2003                 |

## Temas

### Destino vs. Voluntad Propia
"Existe felicidad para aquellos que aceptan su destino. Existe la gloria para aquellos que desafían su destino." – Edel.
Este tema es uno de los más fuertes dentro de Princess Tutu, y eventualmente cambia de figurativo a literal cuando los personajes cuestionan no solo sus destinos, sino los papeles que cada uno juega dentro de la historia.
La primera serie es el final feliz, en el cual los personajes actúan sus papeles dentro del cuento del Príncipe y el Cuervo: la princesa cuervo captura el corazón del príncipe; el Caballero lucha para proteger al príncipe y "muere" en las garras del cuervo; Princess Tutu usa su danza para declarar su amor; el Príncipe es liberado y elige bailar con Tutu en vez de con Kraehe, rompiendo el control del cuervo.
Quien conecta la primera temporada y la segunda es Edel: el único personaje que no acepta su destino. Combate su papel (aquel del mensajero pasivo) y pese a ser destruida en el proceso, sus esfuerzos salvan a Mytho y a Tutu, así como la vida del Caballero, Fakir. 
La segunda temporada es el final glorioso, en el que los personajes luchan contra el rol que el destino les ha impuesto y al final luchan contra la misma historia. Fakir se une a Ahiru a pelear contra el inevitable final trágico que Drosselmeyer exige; Mytho lucha su propia naturaleza como una persona controlada por fuerzas tanto buenas como malas; Rue cuestiona su papel como Princess Kraehe y finalmente lo rechaza. Incluso Ahiru cuestiona su papel como Princess Tutu y su destino de desaparecer en un rayo de luz tras confesarle su amor al Príncipe.
El final de la serie es dejado a libre interpretación. Algunos personajes parecen aceptar su destino mientras que en otras formas lo desafían, pero al hacerlo terminan siendo lo que rechazaron... si bien el curso final de la historia es alterado por su desafío.

### Intercambio de papeles
"Un príncipe no necesita dos princesas." - Drosselmeyer
Los primeros trece episodios presentan la pelea de Tutu y Kraehe por el corazón del Príncipe Mytho: Tutu desea liberarlo mientras que Kraehe desea conservarlo para sí misma. Igualmente, tanto Ahiru como Rue son atraídas hacia Mytho como el chico al que aman.
Ahiru y Rue aceptan sus respectivas identidades como Princesas luchando por el Príncipe, y la primera temporada termina con un "duelo" a través del ballet en el que el Príncipe elige entre ellas, siendo la pureza de sus sentimientos reflejada en la danza.
La segunda temporada se convierte en una yuxtaposición de ese tema. Rue se aferra a Mytho pese a que este cada vez es más corrompido por la sangre del cuervo y su interés en el papel de Tutu/Ahiru se incrementa y su interés por Rue decae. Al mismo tiempo Ahiru y Fakir se vuelven cercanos mientras intentan resolver el misterio de la historia del Príncipe y el Cuervo, es durante este proceso que Ahiru/Tutu ocupa el lugar que alguna vez tuvo Mytho en la vida de Fakir: una persona a la cual protege y sirve. La historia se repite—Rue cae y Ahiru/Tutu se convierte en la princesa con dos príncipes, Fakir y Mytho. En un curioso intercambio de papeles, Mytho es hacia Tutu ahora lo que Kraehe era para él en la primera temporada y Fakir es para Tutu lo que era Tutu para Mytho. El oscuro y cruel caballero se ha vuelto noble bajo la influencia de la Princesa, mientras que el verdadero y buen príncipe se ha vuelto una fuerza oscura y objeto del Cuervo.
Los intercambios de papeles son muchos y variados a través de la serie, mientras los cuatro personajes principales cambian dentro de la historia. Los antagonistas se vuelven protagonistas, los protagonistas se vuelven antagonistas. La única constante es Ahiru, pero incluso su papel cambia varias veces, tanto metafórica como literalmente, de pato a chica a princesa prima donna.